# 2126-os mellékút (Magyarország)
A 2126-os számú mellékút egy négy számjegyű mellékút Nógrád vármegyében, a Cserhát déli peremvidékén.

## Nyomvonala
Ecseg központjában ágazik ki a 2128-as útból, nem sokkal annak 9. kilométere előtt, északkelet felé. Egy hosszabb szakaszon Kozárd és Ecseg határvonala közelében húzódik, de nem lépi át azt. 3,611 kilométer után ér véget, a 2122-es úthoz csatlakozva, annak 26-os kilométerénél, utolsó mintegy 300 méterén már Pásztó területén haladva.